# Nascar Sprint Cup Series 2016
Nascar Sprint Cup Series 2016 var den 68:e upplagan av den främsta divisionen av professionell stockcarracing i USA som arrangeras av National Association for Stock Car Auto Racing.
Säsongen startade på Daytona International Speedway med uppvisningsloppen Sprint Unlimited 13 februari  och Can-Am Duel 18 februari, vilket även var kvallopp till den 58:e upplagan av Daytona 500. Säsongen avslutades 20 november på Homestead-Miami Speedway med Ford Ecoboost 400. Mästerskapet vanns av Jimmie Johnson. Det var Johnsons sjunde mästerskapstitel, lika många titlar som Richard Petty och Dale Earnhardt. Märkesmästerskapet vanns av Toyota som bröt Chevrolets 13 års långa dominans. Det var Toyotas första mästerskapstitel i Nascars högsta division.

## Tävlingskalender
| U                                                                                  | Sprint Unlimited                 | Daytona International Speedway, Daytona Beach, Florida | 13 februari       |
| KV                                                                                 | Can-Am Duel                      | Daytona International Speedway, Daytona Beach, Florida | 18 februari       |
| 1                                                                                  | Daytona 500                      | Daytona International Speedway, Daytona Beach, Florida | 21 februari       |
| 2                                                                                  | Folds of Honor Quiktrip 500      | Atlanta Motor Speedway, Hampton Georgia                | 28 februari       |
| 3                                                                                  | Kobalt 400                       | Las Vegas Motor Speedway, Las Vegas Nevada             | 6 mars            |
| 4                                                                                  | Good Sam 500                     | Phoenix International Raceway, Avondale, Arizona       | 19 mars           |
| 5                                                                                  | Auto Club 400                    | Auto Club Speedway, Fontana, Kalifornien               | 20 mars           |
| 6                                                                                  | STP 500                          | Martinsville Speedway, Ridgeway, Virginia              | 3 april           |
| 7                                                                                  | Duck Commander 500               | Texas Motor Speedway, Fort Worth, Texas                | 9 april           |
| 8                                                                                  | Food City 500                    | Bristol Motor Speedway, Bristol, Tennessee             | 17 april          |
| 9                                                                                  | Toyota Owners 400                | Richmond Raceway, Richmond, Virginia                   | 24 april          |
| 10                                                                                 | GEICO 500                        | Talladega Superspeedway, Lincoln, Alabama              | 1 maj             |
| 11                                                                                 | Go Bowling 400                   | Kansas Speedway, Kansas City, Kansas                   | 7 maj             |
| 12                                                                                 | AAA 400 Drive for Autism         | Dover International Speedway, Dover, Delaware          | 15 maj            |
| U                                                                                  | Sprint Showdown                  | Charlotte Motor Speedway, Concord, North Carolina      | 20 21 maj         |
| U                                                                                  | Nascar Sprint All-Star Race      | Charlotte Motor Speedway, Concord, North Carolina      | 21 maj            |
| 13                                                                                 | Coca-Cola 600                    | Charlotte Motor Speedway, Concord, North Carolina      | 29 maj            |
| 14                                                                                 | Axalta "We Paint Winners" 400    | Pocono Raceway, Long Pond, Pennsylvania                | 5 6 juni          |
| 15                                                                                 | Firekeepers Casino 400           | Michigan International Speedway, Brooklyn, Michigan    | 12 juni           |
| 16                                                                                 | Toyota/Save Mart 350             | Sonoma Raceway, Sonoma, Kalifornien                    | 26 juni           |
| 17                                                                                 | Coke Zero 400                    | Daytona International Speedway, Daytona Beach, Florida | 2 juli            |
| 18                                                                                 | Quaker State 400                 | Kentucky Speedway, Sparta, Kentucky                    | 9 juli            |
| 19                                                                                 | New Hampshire 301                | New Hampshire Motor Speedway, Loudon, New Hampshire    | 17 juli           |
| 20                                                                                 | Brickyard 400                    | Indianapolis Motor Speedway, Speedway, Indiana         | 24 juli           |
| 21                                                                                 | Pennsylvania 400                 | Pocono Raceway, Long Pond, Pennsylvania                | 31 juli 1 augusti |
| 22                                                                                 | Cheez-It 355 at The Glen         | Watkins Glen International, Watkins Glen, New York     | 7 augusti         |
| 23                                                                                 | Bass Pro Shops NRA Night Race    | Bristol Motor Speedway, Bristol, Tennessee             | 20-21 augusti     |
| 24                                                                                 | Pure Michigan 400                | Michigan International Speedway, Brooklyn, Michigan    | 28 augusti        |
| 25                                                                                 | Bojangles' Southern 500          | Darlington Raceway, Darlington, South Carolina         | 4 september       |
| 26                                                                                 | Federated Auto Parts 400         | Richmond Raceway, Richmond, Virginia                   | 10 september      |
| Chase for the Sprint Cup                                                           |                                  |                                                        |                   |
| Första elimineringsrundan med 16 förare kvar med möjlighet att vinna mästerskapet. |                                  |                                                        |                   |
| 27                                                                                 | Teenage Mutant Ninja Turtles 400 | Chicagoland Speedway, Joliet, Illinois                 | 18 september      |
| 28                                                                                 | Bad Boy Off Road 300             | New Hampshire Motor Speedway, Loudon, New Hampshire    | 25 september      |
| 29                                                                                 | Citizen Soldier 400              | Dover International Speedway, Dover, Delaware          | 2 oktober         |
| Andra elimineringsrundan med 12 förare kvar med möjlighet att vinna mästerskapet.  |                                  |                                                        |                   |
| 30                                                                                 | Bank of America 500              | Charlotte Motor Speedway, Concord, North Carolina      | 8 9 oktober       |
| 31                                                                                 | Hollywood Casino 400             | Kansas Speedway, Kansas City, Kansas                   | 16 oktober        |
| 32                                                                                 | Hellmann's 500                   | Talladega Superspeedway, Lincoln, Alabama              | 23 oktober        |
| Tredje elimineringsrundan med 8 förare kvar med möjlighet att vinna mästerskapet.  |                                  |                                                        |                   |
| 33                                                                                 | Goody's Fast Relief 500          | Martinsville Speedway, Ridgeway, Virginia              | 30 oktober        |
| 34                                                                                 | AAA Texas 500                    | Texas Motor Speedway, Fort Worth, Texas                | 6 november        |
| 35                                                                                 | Can-Am 500                       | Phoenix International Raceway, Avondale, Arizona       | 13 november       |
| Finallopp med 4 förare kvar med möjlighet att vinna mästerskapet.                  |                                  |                                                        |                   |
| 36                                                                                 | Ford Ecoboost 400                | Homestead-Miami Speedway, Homestead, Florida           | 19 november       |

## Resultat
| Nr | Tävling                          | Pole position    | Flest ledda varv   | Vinnare            | Konstruktör | Rapport |
| -- | -------------------------------- | ---------------- | ------------------ | ------------------ | ----------- | ------- |
| U  | Sprint Unlimited                 | Jimmie Johnson   | Denny Hamlin       | Denny Hamlin       | Toyota      | Rapport |
| KV | Can-Am Duel 1                    | Chase Elliott    | Dale Earnhardt Jr. | Dale Earnhardt Jr. | Chevrolet   | Rapport |
| KV | Can-Am Duel 2                    | Matt Kenseth     | Kyle Busch         | Kyle Busch         | Toyota      | Rapport |
| 1  | Daytona 500                      | Chase Elliott    | Denny Hamlin       | Denny Hamlin       | Toyota      | Rapport |
| 2  | Folds of Honor Quiktrip 500      | Kurt Busch       | Kevin Harvick      | Jimmie Johnson     | Chevrolet   | Rapport |
| 3  | Kobalt 400                       | Kurt Busch       | Jimmie Johnson     | Brad Keselowski    | Ford        | Rapport |
| 4  | Good Sam 500                     | Kyle Busch       | Kevin Harvick      | Kevin Harvick      | Chevrolet   | Rapport |
| 5  | Auto Club 400                    | Austin Dillon    | Kevin Harvick      | Jimmie Johnson     | Chevrolet   | Rapport |
| 6  | STP 500                          | Joey Logano      | Kyle Busch         | Kyle Busch         | Toyota      | Rapport |
| 7  | Duck Commander 500               | Carl Edwards     | Martin Truex Jr.   | Kyle Busch         | Toyota      | Rapport |
| 8  | Food City 500                    | Carl Edwards     | Carl Edwards       | Carl Edwards       | Toyota      | Rapport |
| 9  | Toyota Owners 400                | Kevin Harvick    | Carl Edwards       | Carl Edwards       | Toyota      | Rapport |
| 10 | GEICO 500                        | Chase Elliott    | Brad Keselowski    | Brad Keselowski    | Ford        | Rapport |
| 11 | Go Bowling 400                   | Martin Truex Jr. | Martin Truex Jr.   | Kyle Busch         | Toyota      | Rapport |
| 12 | AAA 400 Drive for Autism         | Kevin Harvick    | Kevin Harvick      | Matt Kenseth       | Toyota      | Rapport |
| U  | Nascar Sprint Showdown           | Chase Elliott    | Chase Elliott      | Kyle Larson        | Chevrolet   |         |
| U  | NASCAR Sprint All-Star Race      | Kevin Harvick    | Brad Keselowski    | Joey Logano        | Ford        |         |
| 13 | Coca-Cola 600                    | Martin Truex Jr. | Martin Truex Jr.   | Martin Truex Jr.   | Toyota      | Rapport |
| 14 | Axalta "We Paint Winners" 400    | Brad Keselowski  | Chase Elliott      | Kurt Busch         | Chevrolet   | Rapport |
| 15 | Firekeepers Casino 400           | Joey Logano      | Joey Logano        | Joey Logano        | Ford        | Rapport |
| 16 | Toyota/Save Mart 350             | Carl Edwards     | Denny Hamlin       | Tony Stewart       | Chevrolet   | Rapport |
| 17 | Coke Zero 400                    | Greg Biffle      | Brad Keselowski    | Brad Keselowski    | Ford        | Rapport |
| 18 | Quaker State 400                 | Kevin Harvick    | Kevin Harvick      | Brad Keselowski    | Ford        | Rapport |
| 19 | New Hampshire 301                | Jimmie Johnson   | Kyle Busch         | Matt Kenseth       | Toyota      | Rapport |
| 20 | Brickyard 400                    | Kyle Busch       | Kyle Busch         | Kyle Busch         | Toyota      | Rapport |
| 21 | Pennsylvania 400                 | Martin Truex Jr. | Joey Logano        | Chris Buescher     | Ford        | Rapport |
| 22 | Cheez-It 355 at The Glen         | Carl Edwards     | Brad Keselowski    | Denny Hamlin       | Toyota      | Rapport |
| 23 | Bass Pro Shops NRA Night Race    | Carl Edwards     | Kyle Busch         | Kevin Harvick      | Chevrolet   | Rapport |
| 24 | Pure Michigan 400                | Joey Logano      | Kyle Larson        | Kyle Larson        | Chevrolet   | Rapport |
| 25 | Bojangles' Southern 500          | Kevin Harvick    | Kevin Harvick      | Martin Truex Jr.   | Toyota      | Rapport |
| 26 | Federated Auto Parts 400         | Denny Hamlin     | Martin Truex Jr.   | Denny Hamlin       | Toyota      | Rapport |
| 27 | Teenage Mutant Ninja Turtles 400 | Kyle Busch       | Jimmie Johnson     | Martin Truex Jr.   | Toyota      | Rapport |
| 28 | Bad Boy Off Road 300             | Carl Edwards     | Martin Truex Jr.   | Kevin Harvick      | Chevrolet   | Rapport |
| 29 | Citizen Soldier 400              | Brad Keselowski  | Martin Truex Jr.   | Martin Truex Jr.   | Toyota      | Rapport |
| 30 | Bank of America 500              | Kevin Harvick    | Jimmie Johnson     | Jimmie Johnson     | Chevrolet   | Rapport |
| 31 | Hollywood Casino 400             | Matt Kenseth     | Matt Kenseth       | Kevin Harvick      | Chevrolet   | Rapport |
| 32 | Hellmann's 500                   | Martin Truex Jr. | Brad Keselowski    | Joey Logano        | Ford        | Rapport |
| 33 | Goody's Fast Relief 500          | Martin Truex Jr. | Matt Kenseth       | Jimmie Johnson     | Chevrolet   | Rapport |
| 34 | AAA Texas 500                    | Austin Dillon    | Joey Logano        | Carl Edwards       | Toyota      | Rapport |
| 35 | Can-Am 500                       | Alex Bowman      | Alex Bowman        | Joey Logano        | Ford        | Rapport |
| 36 | Ford Ecoboost 400                | Kevin Harvick    | Kyle Larson        | Jimmie Johnson     | Chevrolet   | Rapport |

### Märkesmästerskapet
| Pos     | Tillverkare | Vinster | Poäng |
| ------- | ----------- | ------- | ----- |
| 1       | Toyota      | 16      | 1477  |
| 2       | Chevrolet   | 12      | 1452  |
| 3       | Ford        | 8       | 1388  |
| Källor: |             |         |       |